# Manewr rotacyjny Woodsa
Manewr rotacyjny Woodsa (korkociągowy) – jeden z manewrów wykorzystywanych podczas udzielania pomocy rodzącej z dystocją barkową. Manewr ten wymaga obecności osoby asystującej, która jedną ręką wykonuje delikatny nacisk na pośladki płodu ku dołowi (jednocześnie stosując ucisk w osi macicy), podczas gdy położna po wprowadzeniu dwóch palców do pochwy umieszcza je na przedniej powierzchni barku tylnego i uciskając klatkę piersiową ku tyłowi dokonuje rotacji barku o 180 stopni. Ponieważ bark tylny dokonuje obrotu, może to spowodować jego uwolnienie lub urodzenie się na zewnątrz. Manewr ten może również spowodować zwiększenie wymiaru międzybarkowego przez odwiedzenie ramion i tym samym skomplikować poród. Z tego powodu należy stosować jednocześnie ucisk nadłonowy, aby utrzymać podczas porodu przedni bark przywiedziony.